# Drepanosticta megametta
Drepanosticta megametta là loài chuồn chuồn trong họ Platystictidae. Loài này được Cowley mô tả khoa học đầu tiên năm 1936.